# ربعي بن عامر التميمي
ربعي بن عامر بن خالد بن عمرو الشريفي الأسيدي العمروي التميمي صحابي وأحد قادة الفتح الإسلامي للعراق، قال النجاشي فيه مديح في نسبه إلى أمه وكانت من أشراف العرب:
ألا رب من يدعى فتى ليس بالفتى.....ألا إن ربعي ابن كأس هو الفتى
طويل قعود القوم في قعر بيته.....إذا شبعوا من ثفل جفنته سقى

## من مواقفه بعد إسلامه
أدرك ربعي بن عامر النبي (صلى الله عليه وسلم)، وشهد فتح دمشق ، وله ذكر أيضاً في غزوة نهاوند، وولاه الأحنف لما فتح خراسان على طخارستان، ثم خرج إلى القادسية مع هاشم بن عتبة. كما شهد فتوح خراسان وقال في ذلك شعرا، يقول :
نحن وردنا من هراة مناهلا.....روا من المروين إن كنت جاهلا
وبلخ ونيسابور قد شقيت بنا.....وطوس ومرو قد ازرنا القبائلا
انخنا إليها كورة بعد كورة.....نفضهم حتى احتوينا المناهلا 
فلله عينا من رأى مثلنا معا.....غداة ازرنا الخيل تركا وكابلا
وقد قدم على أبي عبيدة كتاب عمر بن الخطاب بأن يصرف جند العراق إلى العراق وعليهم هاشم بن عتبة وعلى مقدمته القعقاع بن عمرو وعلى مجنبته عمير بن مالك وربعي بن عامر.

## دعوة رِبْعي بن عامر لرستم
في معركة القادسية ، بعث سعد—رسولاً إلى رستم(قائد الفرس) وهو ربعي بن عامر، فدخل عليه وقد زيَّنوا مجلسه بالنَّمارق المذهَّبة، والزَّرابي الحرير، وأظهر اليواقيت واللآلئ الثمينة والزينة العظيمة، وعليه تاجه وغير ذلك من الأمتعة الثمينة، وقد جلس على سرير من ذهب. ودخل ربعي بثياب صفيقة وسيف وترس وفرس قصيرة، ولم يزل راكبَها حتى داس بها على طرف البساط، ثم نزل وربطها ببعض تلك الوسائد، وأقبل وعليه سلاحُه ودرعه وبيضتُه على رأسه. فقالوا له: ضع سلاحك فقال: إني لم آتِكم وإِنّما جئتكم حين دعوتموني، فإنما تركتموني هكذا وإِلا رجعت. فقال رستم: إئذنوا له، فأقبل يتوكأ على رمحه فوق النَّمارق فخرَّق عامتها، فقالوا له: ما جاء بكم؟ فقال: الله ابتعثنا لنخرج من شاء من عبادة العباد إلى عبادة الله، ومن ضِيق الدنيا إلى سعَتَها، ومن جَوْر الأديان إلى عدل الإِسلام، فأرسلنا بدينه إلى خلقه لندعوهم إليه؛ فمن قبل ذلك قبلنا منه ورجعنا عنه، ومن أبى قاتلناه أبداً حتى نفضيَ إلى موعود الله، قالوا: وما موعودُ الله؟ قال: الجنة لمن مات على قتال من أبى، والظفر لمن بقي. فقال رستم: لقد سمعت مقالتكم فهل لكم أن تؤخروا هذا الأمر حتى ننظر فيه وتنظروا؟ قال: نعم، كم أحبُّ إليكم؟ يوماً أو يومين، قال: لا بل حتى نكاتب أهل رأينا ورؤساء قومنا. فقال: ما سنَّ لنا رسول الله صلى الله عليه وسلم أن نؤخِّر الأعداء عند اللقاء أكثر من ثلاث، فانظر في أمرك وأمرهم، واختر واحدة من ثلاث بعد الأجل. فقال:أسيِّدهم أنت؟ قال: لا، ولكن المسلمون كالجسد الواحد يُجير أدناهم على أعلاهم. فاجتمع رستم برؤساء قومه فقال: هل رأيتم قط أعزَّ وأرجح من كلام هذا الرجل؟ فقالوا: معاذ الله أن تميل إِلى شيء من هذا وتدع دينك إلى هذا الكلب أما ترى إلى ثيابه؟ فقال: ويلَكم لا تنظروا إلى الثياب، وانظروا إلى الرأي والكلام والسيرة، إن العرب يستخفُّون بالثياب والمأكل ويصونون الأحساب.---